# Élections générales britanniques de 1955 en Écosse
Des élections générales britanniques ont lieu le 26 mai 1955 pour élire la 41e législature du Parlement du Royaume-Uni. L'Écosse élit 71 des 630 députés.

## Résultats
| Partis | Partis           | Partis       | Voix      | Voix  | Voix       | Total des sièges | Total des sièges | Total des sièges |
| Partis | Partis           | Partis       | Votes     | %     | +/−        | Sièges           | +/−              |                  |
| ------ | ---------------- | ------------ | --------- | ----- | ---------- | ---------------- | ---------------- | ---------------- |
|        | Conservateur     | Conservateur | 1 273 942 | 50,1  | 1,5        | 36 / 71          | 1                |                  |
|        | Unioniste        | 1 056 209    | 41,5      | 1,6   | 30 / 71    | 1                |                  |                  |
|        | National-libéral | 217 733      | 8,6       | 0,1   | 6 / 71     | stagnation       |                  |                  |
|        | Travailliste     | Travailliste | 1 188 058 | 46,7  | 1,2        | 34 / 71          | 1                |                  |
|        | Libéral          | Libéral      | 47 273    | 1,9   | 0,8        | 1 / 71           | stagnation       |                  |
|        | Communiste       | Communiste   | 13 195    | 0,5   | 0,1        | 0 / 71           | stagnation       |                  |
|        | SNP              | SNP          | 12 112    | 0,5   | 0,2        | 0 / 71           | stagnation       |                  |
|        | Autres           | Autres       | 8 674     | 0,3   | 0,2        | 0 / 71           | stagnation       |                  |
| Total  | Total            | Total        | 2 543 254 | 100,0 | stagnation | 71 / 71          | stagnation       |                  |